# クリティアス (プラトンの曽祖父)
カライスクロスの父クリティアス（希: Κριτίας, ラテン文字転記：Kritias, 紀元前500年頃 - 紀元前420年頃）は、プラトンの曾祖父であり、アテナイの三十人僭主政治の指導者となった同名のクリティアスの祖父である。プラトンの著作『ティマイオス』と『クリティアス』に登場する。

## 『ティマイオス』・『クリティアス』での記述

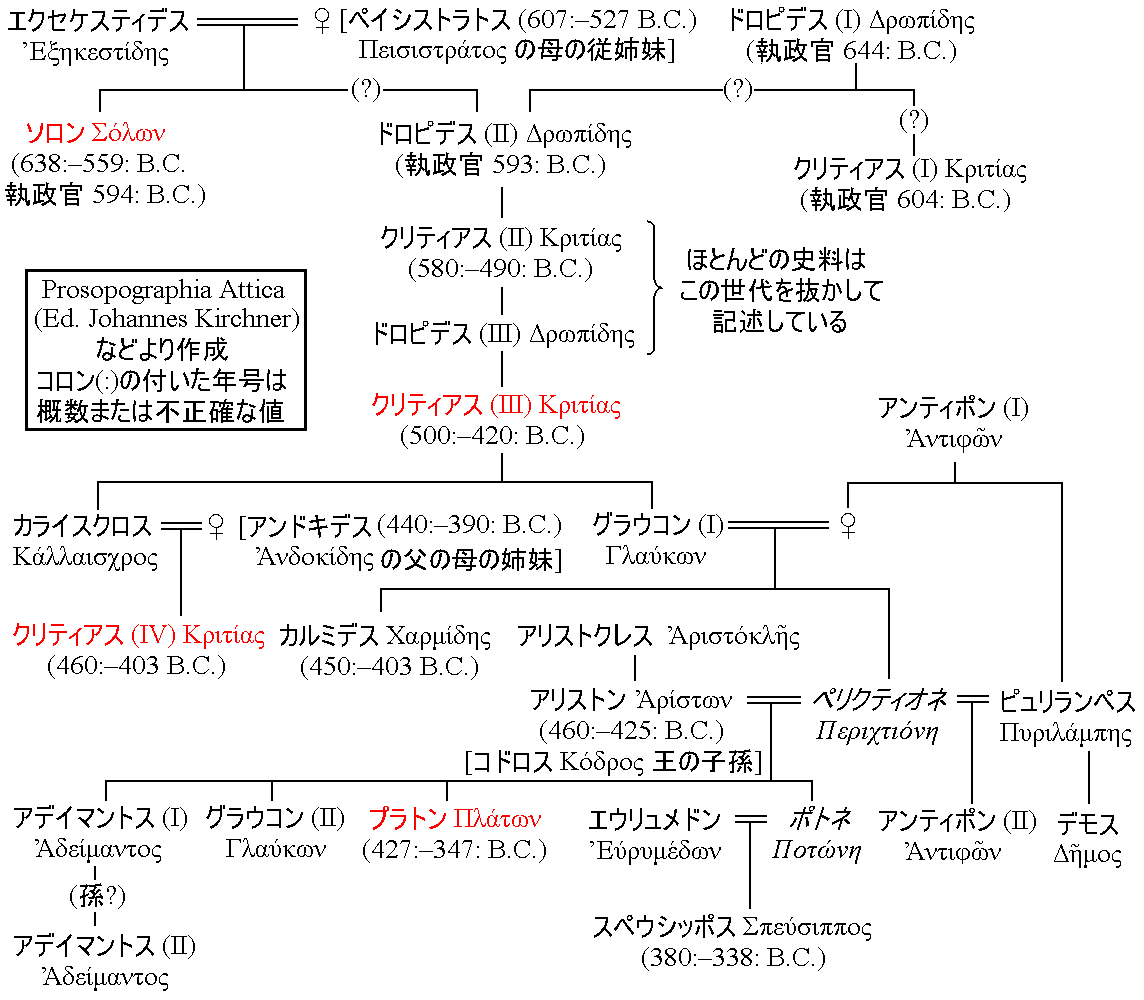
図1．クリティアスとソロン、プラトンとの血統関係図

クリティアスとプラトンの血統関係は図1に示す通りである(女性名は斜体)。『ティマイオス』、『クリティアス』によると、クリティアス(III)はアテナイのパンアテナイア祭(7月頃)の最中に、アテナイの敵国であったシュラクサイとロクリスの政治家であるヘルモクラテス、ティマイオスらと共に、ソクラテスを客人として招待し、対談を交し合う。クリティアス(III))はソロンの親族かつ友人であるドロピデス(II)の子、クリティアス(II)の孫であり、10歳の頃に一族の前で90歳になる祖父のクリティアス(II)から聞かされた、ソロンがエジプトで神官から聞いたというアトランティス伝説を披露する。ソロンはこの物語を詩にするために、固有名詞をギリシア語風に転写して記録を残しており、それはクリティアスの家に伝わっているという。

## 系図の問題点

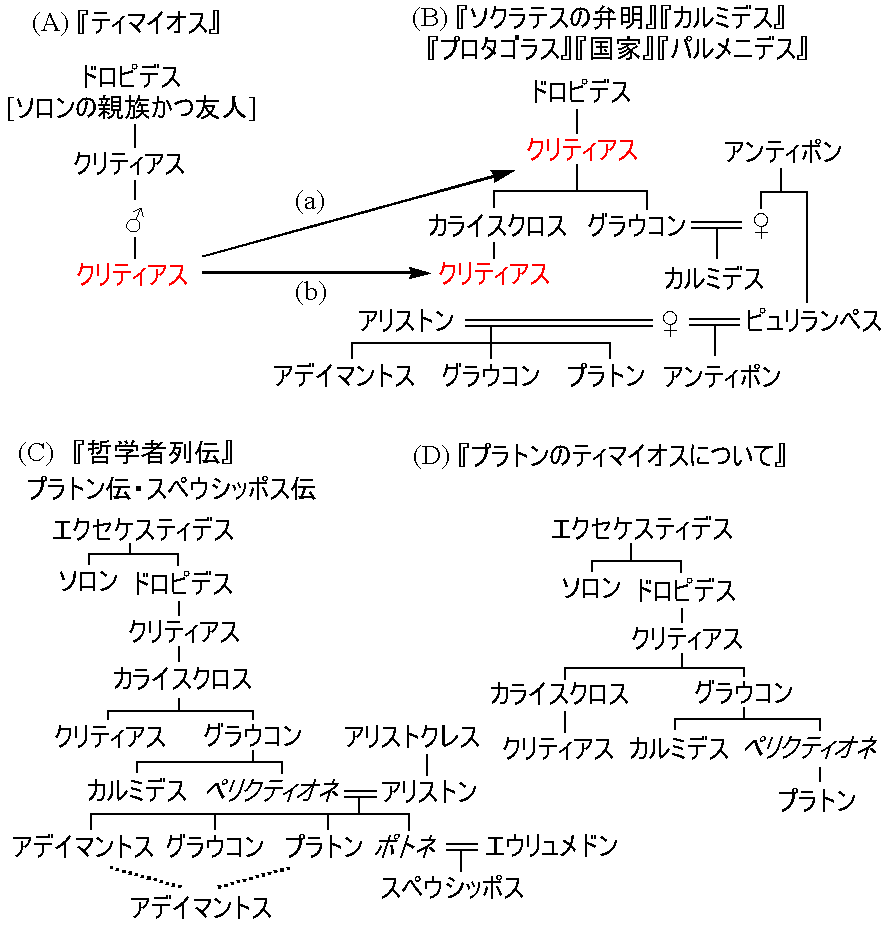
図2．(A),(B)プラトン;(C)ディオゲネス・ラエルティオス;(D)プロクロスの文献におけるクリティアス一族の系図

- プラトンの『クリティアス』・『ティマイオス』の中の対話者であるクリティアスは、カライスクロスの父(プラトンの曾祖父)ではなく、アテナイの三十人僭主政治の指導者として名が知れている、カライスクロスの子（プラトンの母の従兄）であるという考え方が根強くある。図２(B)に、プラトンの『ソクラテスの弁明』(Pl.Apol.34a)、『カルミデス』(Pl.Charm.153c, 154a, 155a, 157e, 158a)、『プロタゴラス』(Pl.Prot.316a)、『国家』(Pl.Rep.I.327a, 327c)、『パルメニデス』(Pl.Parmen.126b–126c)から作成される系図を示すが、プラトンの『ティマイオス』(Pl.Tim.20e)が示す系図(A)のクリティアスを、カライスクロスの親(a)、子(b)どちらに対応させるかで意見が変わる。ソロンが紀元前600年頃に活躍したことを考えると、世代的に『クリティアス』に登場するクリティアスは、カライスクロスの親でないと合わない。

- もっともプラトンの『カルミデス』、『プロタゴラス』、及び『エリュクシアス』におけるクリティアスは総てカライスクロスの子クリティアスである。同様にプラトンの『ティマイオス』、『クリティアス』に登場するクリティアスも、カライスクロスの子クリティアスであり、そもそもプラトンが伝える家系図自体信憑性が低いという意見もある。ちなみにディオゲネス・ラエルティオス（Diogenes Laërtius, 3世紀前半）の『哲学者列伝』の『プラトン伝』（Diog.Laert.iii.1, iii.4., iii.5, iii.41）および『スペウシッポス伝』（Diog.Laert.iv.1） (図2(C))や、プロクロス（Proklos, 410年頃 – 485年）の『ティマイオスについて』（Procl.Comm.Tim.i.25f, 26a） (図2(D))などでは、『ティマイオス』、『クリティアス』に登場するクリティアスはカライスクロスの子のクリティアスとみなされている。

- 図2(C),(D)に示すように、ディオゲネス・ラエルティオスの『哲学者列伝』の『プラトン伝』(Diog.Laert.iii.1)やプロクロスの『ティマイオスについて』(Procl.Comm.Tim.i.25f)では、ソロンと上図のドロピデス(II)は兄弟の関係であるとされる。しかしながらプラトンは、ドロピデス(II)のことを、ソロンの親族かつ親友としてのみ記述するだけである(Pl.Tim.20e)。シケリアのディオドロス(Diodoros, 紀元前1世紀)の『歴史叢書』、プルタルコス(Plutarchos, 紀元46頃–119以降)の『対比列伝』の『ソロン伝』などは、ソロンの父(エクセケスティデスExekestidesまたはエウポリオンEuphorion)がアテナイの王コドロスの子孫であることを記述するが(Diod.ix.1, Plut.Sol.1)、後に執政官(アルコン)となるドロピデス(II)との血縁についてはふれていないし、『哲学者列伝』の『ソロン伝』では、ソロンのことを「サラミス人」と表現し、アテナイの出身の人ではないかのように記述している(Diog.Laert.i.45, これについては、ソロンがサラミスに土地を獲得したことによる肩書きという解釈がある)。これらのことからソロンとドロピデス(II)の兄弟関係については疑問視されている。

- 『パロスの年代表』によると、紀元前644年頃、及び紀元前604年頃に執政官(アルコン)として図1のドロピデス(I), クリティアス(I)という人物がいたことが分かっている(Marm.Par.ep34, ep36)。名付けの法則性から、これらの二人が、図1のドロピデス(II)の父、兄であるという推論が存在するが、それ以上の根拠はない。プラトンの遺産を相続した図1のアデイマントス(II)の血縁(兄アデイマントス(I)の孫)も、同様の名付けの法則性に基づく推論である(Diog.Laert.iii.41)。Prosopographia Attica (Ed. Johannes Kirchner, 1908)では、名付けの法則性に基づくプラトンの系図が採用されている。

- ディオゲネス・ラエルティオスの『哲学者列伝』の『プラトン伝』(Diog.Laert.iii.1)およびプロクロスの『ティマイオスについて』におけるテオン(Theon, 2世紀前半)の記述の引用(Procl.Comm.Tim.26a)によると、図２のグラウコン(I)はカライスクロスの子であり、三十人僭主政治の指導者となったクリティアスの弟にあたるという (図２(C))。また、イアンブリコス(Iamblichos, 紀元250頃–330頃)の記述の引用によると、グラウコン(I)はソロンの弟ドロピデスの子であるという(Procl.Comm.Tim.26a)。しかしながらこれらはプラトンの記述と矛盾する。

- プラトンの著作では、プラトンの母ペリクティオネとカルミデスの兄妹関係についてはふれられていない(図2(A),(B))。しかしながらクセノポンの『ソクラテスの思い出』では、ソクラテスは図１のグラウコン(I)の息子カルミデスのことを図１のアリストンの子グラウコン(II)の伯父と呼称している((Xen.Mem.iii.6.14–15)。図2(C),(D)に示すように、ディオゲネス・ラエルティオスの『哲学者列伝』の『プラトン伝』(Diog.Laert.iii.1)やプロクロスの『ティマイオスについて』(Procl.Comm.Tim.i.25f)では、ペリクティオネとカルミデスの兄妹関係を明記している。

- 図1に示すように、カライスクロスの子クリティアスの母が、弁論家・政治家アンドキデスの父レオゴラス(Leogoras, 紀元前5世紀)の母の姉妹であることは、アンドキデスの釈明書『秘技について』に記載されている(Andoc.de Mystr.1.47)。アンドキデスの親族の系図については割愛する。